# شقار مثلث
الشُقار المثلث نوع نباتي ينتمي إلى جنس الشُقار من الفصيلة الحوذانية.

## البيئة والانتشار
موطنه الأصلي غابات الساحل الغربي للولايات المتحدة.

## الوصف النباتي
نبات عشبي معمر أزهاره بيضاء. ينتشر النبات بالجذامير.